# ウェイン・ローダン
ウェイン・ローダン(Wayne Lordan、1982年4月20日 - )はアイルランド出身の競馬の騎手である。

## 経歴
1998年に初騎乗を果たしており、アイルランド、イギリスを拠点に騎乗している。2010年ソールパワーとのコンビでナンソープステークスを制しGI初勝利を飾った。2017年よりエイダン・オブライエン厩舎の専属騎手になっており、それ以降は同じくオブライエン厩舎主戦のライアン・ムーアと共にクールモアスタッドの競走馬を中心に騎乗している。

## 主なGI勝ち鞍
- 1000ギニーステークス(2017年ウィンター、2019年ハモーサ)
- ダービーステークス(2025年ランボーン)
- タタソールズゴールドカップ(2020年マジカル)
- メイトロンステークス(2015年レガティッシモ、2017年ハイドレンジア、2019年イリデッサ)
- モイグレアスタッドステークス(2024年レイクヴィクトリア)
- ジュライカップ(2014年スレードパワー)
- ナッソーステークス(2015年レガティッシモ)
- プラチナジュビリーステークス(2014年スレードパワー)
- ナンソープステークス(2010年ソールパワー)
- ブリーダーズカップ・フィリー&メアターフ(2019年イリデッサ)
- フィリーズマイル(2018年イリデッサ)
- フェニックスステークス(2013年スディルマン)